# Історія освоєння мінеральних ресурсів Литви
Історія освоєння мінеральних ресурсів Литви
Люди почали використовувати місцеві корисні копалини (здебільшого кремінь) в палеоліті (10-12 тис. років тому). У неоліті застосовувалися також інші типи гірських порід: порфіри, порфірити, діорити і діабази. У неоліті для виготовлення керамічних виробів стали використовувати глину, а на морському узбережжі видобувати бурштин. експорт литовського бурштину можна відстежити в багатьох країнах Древнього світу.
Початок бронзової доби відносять на середину II тис. до н.е. Виплавка заліза почалася у другій половині I-го тис. до н. е. з місцевої болотної руди (гідрогетиту із вмістом Fe 10-40 %) і продовжувалася до XX століття.
В середньовіччі широко використовують місцеві будівельні матеріали, а також вапно, яке виробляють з видобутої крейди і вапняних валунів. Початок виробництва скла з місцевих пісків датують XVI ст. Відомі з древніх часів мінеральні води у XVII-XVIII столітті використовувалися для отримання солі, а у XIX столітті на їх базі виникли курорти Друскінінкай (1837 р.), Лікенай (1890 р.), Бірштонас (1846 р.).
У XIX столітті на місцевих глинах розвивається цегельна промисловість. З середини XIX століття почато промислове використання торфу. Перший цементний завод на місцевій сировині (мергелі) збудований у 1914 році. Справжнім багатством країни виявився бурштин. В затоці Куршю-Марес добували близько 50-80 т бурштину щорічно. Роботи вели здебільшого німецькі фірми.
У XX столітті основні гірничі роботи були зосереджені на видобутку торфу та будівельних матеріалів.
Нині гірнича промисловість Литви обмежена видобутком торфу (на 55 родовищах) і будівельних матеріалів, включаючи глини, піски і гравій, а також невеликої кількості нафти. Близько 250 піщано-гравійних родовищ відкритим способом розробляє 290 підприємств. пісок для виробництва цегли добувають на 7 родовищах. Скляні піски добувають на родовищі Анікщяй. Видобувають вапняк, доломіт, цегельні, цементні та керамзитові глини. Частка гірничої промисловості у ВВП становить 0,5 % (на 1998—1999 рр.). В ній зайнято 1600 осіб.
Крім того, видобуток вод питної якості ведеться з глибини 50-200 м буровими свердловинами (понад 11 тис.), водовідбір 1,5 млн м³/добу. Водовідбір мінеральних вод для бальнеологічних цілей 1600 м³/добу (Друскінінкай, Бірштонас, Паланга і Лікенай).
Підготовку кадрів гірничо-геологічного профілю здійснюють у Вільнюському університеті (1579 р.) та вищих навчальних закладах інших країн.